# Wusihun He
Wusihun He (kinesiska: 乌斯浑河) är ett vattendrag i Kina. Det ligger i provinsen Heilongjiang, i den nordöstra delen av landet, omkring 240 kilometer öster om provinshuvudstaden Harbin.
Genomsnittlig årsnederbörd är 853 millimeter. Den regnigaste månaden är juli, med i genomsnitt 184 mm nederbörd, och den torraste är januari, med 6 mm nederbörd.